# Bilsen
Bilsen – miejscowość i gmina w Niemczech w kraju związkowym Szlezwik-Holsztyn, w powiecie Pinneberg, wchodzi w skład urzędu Rantzau.

## Współpraca
Miejscowości partnerskie:
- Bilzen, Belgia
- Satow, Meklemburgia-Pomorze Przednie[1]